# Целищев, Михаил Иванович
Михаил Иванович Целищев (20 ноября [2 декабря] 1898, Шалегово, Вятская губерния — 21 апреля 1938, Москва) — советский государственный, хозяйственный и партийный деятель.

## Биография
Родился в 1898 году в селе Шалегово.
С 1916 года, окончив Орловское реальное училище, работал переписчиком, регистратором Орловского уездного земского управления. С января по май 1917 года учился в Александровском военном училище (Москва), послу чего служил в армии.
С 1917 года, вступив в РСДРП(б), был председателем Лёвшинского райкома РКП(б) (Пермская губерния), затем — председателем Пермского уездного исполкома, чрезвычайным уполномоченным по эвакуации Нытвенского и Юго-Камского заводов (Пермская губерния). В 1919 году — председатель Орловского уездного исполкома, с августа по октябрь того же года — председатель Пермского уездного исполкома.
С октября 1919 по 1920 год служил в РККА.
С 1920 года — член Эвакуационного Совета Юго-Востока России, затем — уполномоченный Наркомата рабоче-крестьянской инспекции РСФСР по Юго-Востоку России, в 1922—1923 — по Северо-Беломорской области. В 1923 году — управляющий Административной инспекцией Наркомата рабоче-крестьянской инспекции СССР, затем — уполномоченный наркомата по Дальнему Востоку, по май 1927 года — председатель, заместитель председателя Дальне-Восточной краевой плановой комиссии.
С мая 1927 по 1930 год работал в Государственной плановой комиссии при СНК СССР: член Президиума, председатель Секции обороны, председатель Конъюнктурного Совета, начальник Главного управления коммунального хозяйства.
С января 1931 по апрель 1933 года — заместитель наркома труда СССР, затем — заместитель председателя Одесского городского Совета.
С апреля 1934 года работал в Промышленном отделе ЦК ВКП(б): заведующий сектором цветной и золотой промышленности (по февраль 1936), затем — заведующий отделом.
С сентября 1937 — заместитель, с марта 1938 года — первый заместитель наркома тяжёлой промышленности СССР.
12 декабря 1937 года был избран депутатом (от Свердловской области) Совета Союза Верховного Совета СССР 1-го созыва.
Умер в Москве 21 апреля 1938 года. Урна с прахом захоронена в колумбарии на Новодевичьем кладбище.